# Pieczarka miejska

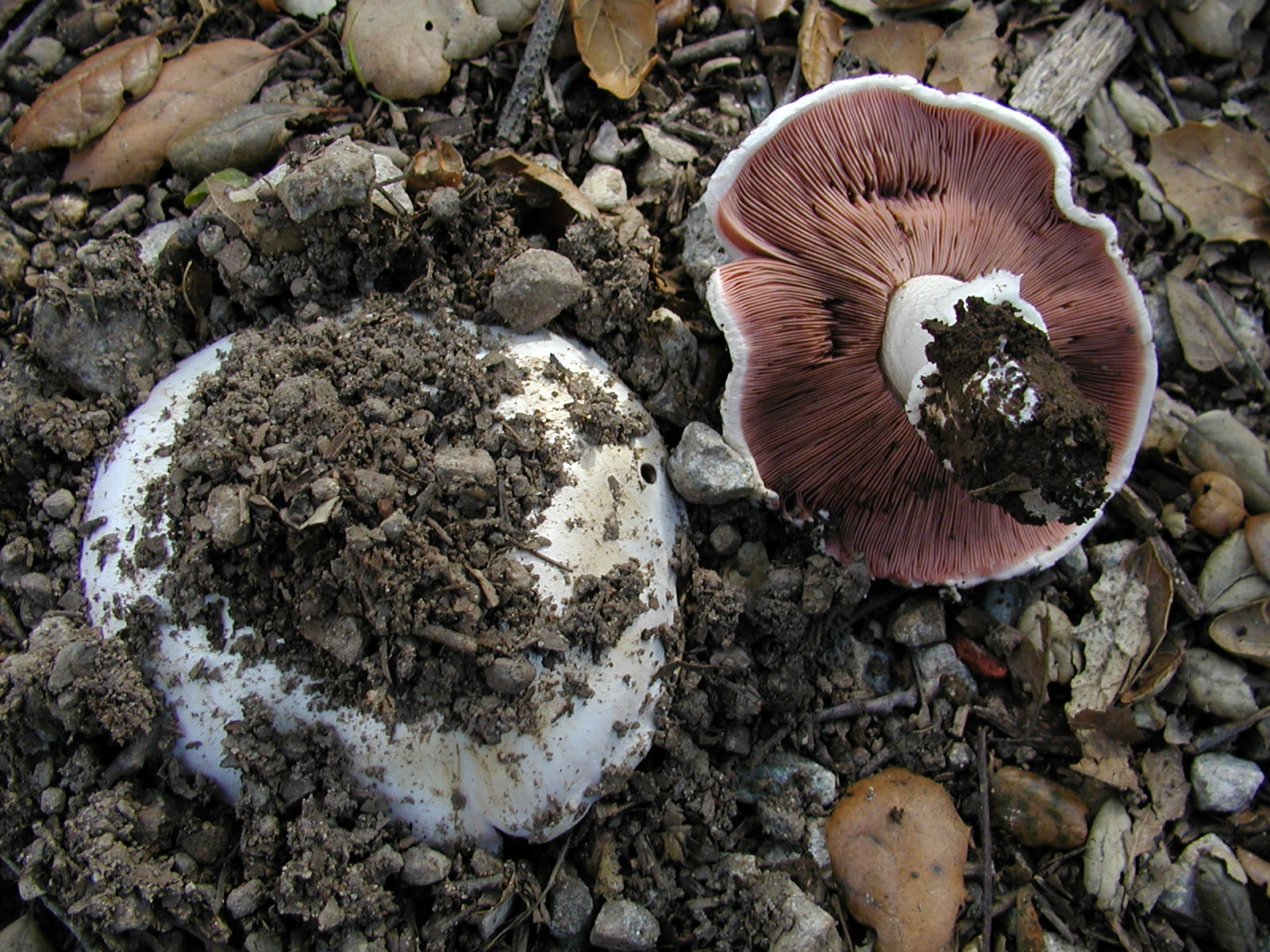

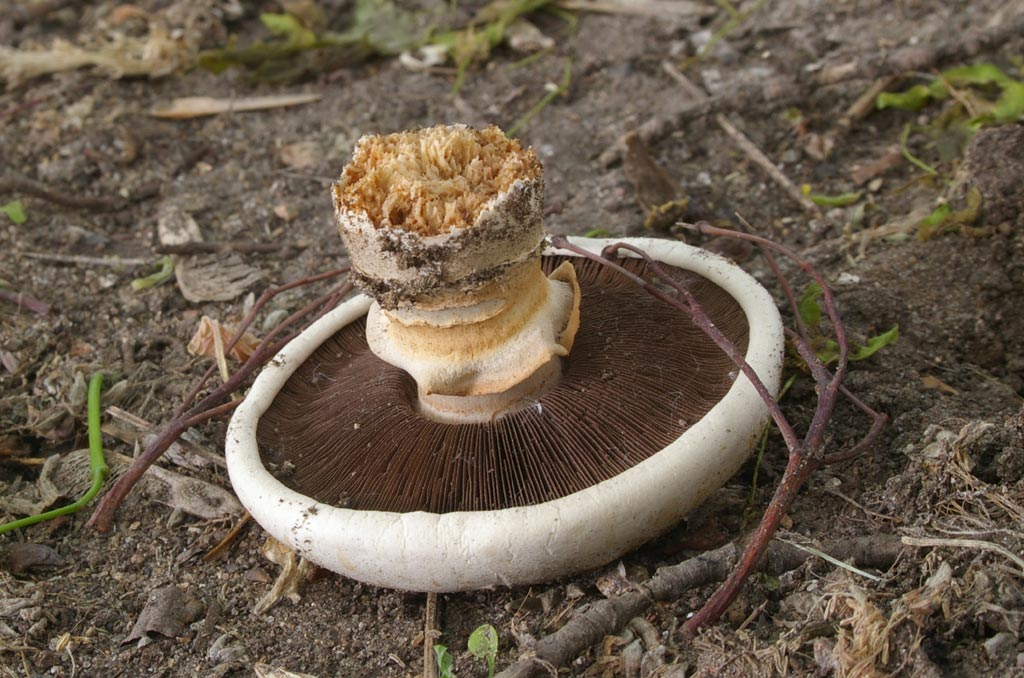

Pieczarka miejska (Agaricus bitorquis (Quél.) Sacc.) – gatunek grzybów należący do rodziny pieczarkowatych (Agaricaceae).

## Systematyka i nazewnictwo
Pozycja w klasyfikacji według Index Fungorum: Agaricus, Agaricaceae, Agaricales, Agaricomycetidae, Agaricomycetes, Agaricomycotina, Basidiomycota, Fungi.
Po raz pierwszy takson ten zdiagnozował w 1884 r. Lucien Quélet nadając mu nazwę Psalliota bitorquis. Obecną, uznaną przez Index Fungorum nazwę nadał mu w 1887 r. Pier Andrea Saccardo.
Niektóre synonimy naukowe:

- Agaricus bitorquis var. validus (F.H. Møller) Bon & Cappelli 1983
- Agaricus campestris var. edulis Vittad. 1832
- Agaricus edulis var. validus (F.H. Møller) F.H. Møller 1952
- Agaricus rodmanii Peck 1883
- Chitonia pecquinii Boud.
- Fungus bitorquis (Quél.) Kuntze 1898
- Fungus rodmanii (Peck) Kuntze 1898
- Pratella bitorquis (Quél.) Quél. 1888
- Pratella peronata (Roze) Quél. 1888
- Psalliota bitorquis Quél. 1884
- Psalliota edulis (Vittad.) N.F. Buchw. 1937
- Psalliota edulis var. valida F.H. Møller 1950
- Psalliota peronata Roze 1888
- Psalliota rodmanii (Peck) Kauffman 1918[3].

Nazwę polską zaproponował Władysław Wojewoda w 2003 r. W polskim piśmiennictwie mykologicznym gatunek ten wcześniej miał nazwę pieczarka szlachetna. Nazwa p. miejska pochodzi stąd, że wszystkie jej stanowiska podane w literaturze naukowej do 2003 r. znajdowały się w miastach.

## Morfologia
Kapelusz
Średnica 4–10, a nawet 15 cm, za młodu półkulisty, u starszych okazów płaski, a nawet z zapadniętym środkiem. Brzeg wystający poza blaszki i długo utrzymuje się podwinięty. Powierzchnia gładka i sucha, czasami pękająca na poletka. Jest białawy i nie zmienia barwy po potarciu. Czasami na jego brzegu znajdują się resztki osłony.
Blaszki
Gęste, wąskie i wolne. Początkowo są jasnoróżowe, potem czekoladowobrunatne, w końcu czarnobrązowe. Ostrza biało kłaczkowate.
Trzon
Niski i gruby, walcowaty o zwężonej podstawie, pełny i twardy. Powierzchnia gładka lub wełnista, biaława. Posiada masywny, podwójny pierścień o barwie od białej do jasnoochrowej.
Miąższ
Twardy i bardzo zwarty, biały, po uszkodzeniu nie zmienia barwy, lub staje się lekko różowy. Ma przyjemny, migdałowy zapach i orzechowy smak.
Gatunki podobne
Pieczarka dwuzarodnikowa (Agaricus bisporus) występująca głównie w uprawie i sprzedawana w sklepach. Na siedliskach naturalnych jest dość rzadka, a jej dziko rosnąca forma jest ciemniejsza, brązowawa i ma ściągalny pierścień. Najpewniejsze jednak jest rozróżnienie tych gatunków badaniem mikroskopowym; p. miejska ma Podstawki 4–zarodnikowe, a p. dwuzarodnikowa 2–zarodnikowe.

## Występowanie i siedlisko
Pieczarka miejska w Polsce jest dość częsta. W piśmiennictwie naukowym do 2003 r. opisano 8 jej stanowisk.
Grzyb naziemny występujący głównie w miastach. Spotkać go można w ogrodach, na poboczach dróg, w miejskich parkach i zaroślach z bzem czarnym, czasami w szczelinach chodników, a nawet starych, zniszczonych tynków.

## Znaczenie
Saprotrof. Jest grzybem jadalnym i bardzo smacznym, jednak zazwyczaj jest silnie zarobaczywiona.